# Batalla de Iñaquito
La batalla de Iñaquito o de Añaquito fue un combate que se produjo en el curso de la rebelión de los encomenderos. Contendieron las fuerzas rebeldes de Gonzalo Pizarro (gonzalistas) contra los soldados leales al Virrey del Perú Blasco Núñez Vela (realistas). Se desarrolló en la llanura de Iñaquito, situada al norte de Quito (territorio de la actual Ecuador), el día 18 de enero de 1546. El resultado de la batalla fue la derrota completa del Virrey Núñez Vela, quien fue decapitado en pleno campo de batalla. Este hecho fortaleció el poder de Gonzalo Pizarro en el Perú, pero significó a la vez su ruptura irreconciliable con la Corona española.

## Antecedentes
En 1542 fue creado el virreinato del Perú y la Real Audiencia de Lima, y al año siguiente llegaban al Perú el virrey Blasco Núñez Vela y los oidores de la flamante Audiencia. Dicho virrey llegó con el decidido propósito de hacer cumplir las recientemente promulgadas Leyes Nuevas, que abolían las encomiendas y prohibían el trabajo personal de los indios. Los encomenderos protestaron indignados y organizaron una rebelión, eligiendo como líder a Gonzalo Pizarro, por entonces rico encomendero en Charcas (actual Bolivia).
Gonzalo marchó al Cuzco, donde fue magníficamente recibido y proclamado procurador general del Perú para protestar las Leyes Nuevas ante el virrey y si fuese necesario, ante el propio emperador Carlos V (1544).
En Lima, el virrey Núñez Vela se hizo odioso por sus arbitrariedades, llegando al extremo de asesinar con sus propias manos a un prominente vecino de la ciudad, el factor Illán Suárez de Carbajal. Los oidores de la Audiencia, en su afán de ganar popularidad, se inclinaron a defender los derechos de los encomenderos: tomaron prisionero al Virrey (18 de septiembre de 1544) y lo embarcaron, de vuelta a España.
Gonzalo Pizarro entró triunfalmente en Lima el 28 de octubre de 1544, al frente de 1200 soldados. Los oidores, entre jubilosos y temerosos, lo recibieron por Gobernador del Perú. La rebelión contra la Corona española ya era un hecho. El caudillo gozó del apoyo popular, sus hombres lo llamaban el Gran Gonzalo y a su alzamiento, la "Gran Rebelión". 
Mientras tanto, el Virrey logró escapar, tras convencer a su custodio, el oidor Juan Álvarez, de dejarlo libre. Desembarcó en Tumbes, en la costa norte peruana, y se dirigió a Quito, donde reunió tropas, formando un nuevo ejército. Con dichas fuerzas marchó al sur, para enfrentar a los rebeldes gonzalistas.

## Movimientos preliminares
El virrey ocupó San Miguel de Piura y continuó hacia el sur. Enterado Gonzalo Pizarro, salió de Lima con sus fuerzas y se dirigió al norte, llegando a Trujillo. El virrey retrocedió entonces, temiendo el poderío de su adversario y volvió a Quito a marchas forzadas, largo y fatigoso trayecto que realizó mientras era perseguido muy de cerca por Gonzalo, sin combatir o combatiendo muy poco. Luego se dirigió más al norte, hacia Popayán (actual Colombia).
Mientras tanto, el capitán Diego Centeno se sublevó en Charcas (actual Bolivia), alzando la bandera del rey. Gonzalo Pizarro, desde Quito, ordenó a Francisco de Carvajal emprender campaña en ese nuevo frente, mientras él quedaba a la espera del virrey. 
Mientras tanto el virrey siguió concentrado en Popayán, donde recibió refuerzos provenientes del norte; uno de los capitanes que se le sumó fue Sebastián de Benalcázar, el gobernador de Popayán. A la vez que ganaba el apoyo de los curacas de la región, cuya labor fue valiosísima, pues desabastecieron a los pizarristas aumentándoles la impaciencia que padecían por la prolongada inactividad. Apenas hubo una escaramuza en un sitio llamado Río Caliente.
Fue entonces que Pizarro planeó una inteligente estrategia para sacar al virrey de Popayán, posición que consideraba difícil de atacar: dejando en Quito una pequeña guarnición a las órdenes de Pedro de Puelles, aparentó marchar al Sur con todo su ejército, encargando a sus aliados indígenas propagar la versión de que marchaba en auxilio de Carvajal contra Centeno. Cayó el virrey en el engaño y poco después sacó sus tropas de Popayán con intenciones de apoderarse de Quito. No contaba con que el caudillo rebelde en vez de pasar al sur se había estacionado a tres leguas de Quito, a orillas del río Guallabamba. Recién en Otavalo los espías del virrey le descubrieron el engaño; era tarde para retroceder y se ocultó la noticia a las tropas, por no desanimarlas, continuando el avance, ya decidido a librar batalla. Así llegó hasta la orilla del Guallabamba que daba frente a la posición de los rebeldes. Era ésta demasiado ventajosa, razón por la cual Benalcázar aconsejó al virrey desviarse a Quito por un camino poco frecuentado, plan que fue aceptado. 
Triste fue el recibimiento otorgado al virrey en Quito, donde sólo había mujeres que, sabedoras de la superioridad bélica de Gonzalo, le reprochaban el haber "ido allí a morir". El superior de los franciscanos, también pesimista, ofreció refugiar en su convento a Blasco Núñez, a la vez que invitó a Benalcázar a retirarse cuanto antes, proposiciones que fueron desoídas. Entre tanto, los pizarristas habían tomado también el camino hacia Quito. El virrey, considerando poco propicio empeñar la defensa en la ciudad, arengó a sus tropas y les dio orden de salir a dar la batalla. Empezaba la tarde del 18 de enero de 1546.

## Los ejércitos
El valle de Iñaquito tiene unos 4 km de largo y lo decora una laguna en cuyas orillas revolotean pintorescas aves.
En una altura que dominaba levemente dicho Valle formó Gonzalo Pizarro sus tropas. Contaba con unos 700 hombres; de ellos 200 portaban arcabuces y 150 montaban caballos. Su maese de campo, por ausencia de Francisco de Carvajal, era Pedro de Puelles. Uno de los jefes de caballería era el licenciado Benito Suárez de Carbajal. Les acompañaba el oidor Vásquez de Cepeda. Pizarro pronunció encendida arenga, cuyas frases finales fueron: "Caballeros, a pelear y defender vuestras libertades, vidas y haciendas".
Las fuerzas del Virrey la conformaban algo más de 400 hombres. Su caballería era casi similar en número a la de su adversario (unos 140 caballeros). Iba por  maese de campo Juan Cabrera, y por capitanes de arcabuceros y piqueros: Sancho Sánchez Dávila, Francisco Hernández Girón, Pedro de Heredia y Rodrigo Núñez de Bonilla. La caballería fue dividida en dos escuadrones; el Virrey tomó el mando del mayor y el otro entregó a sus capitanes Sebastián de Benalcázar, Pedro de Bazán y Hernando de Cepeda (este último era primo de Santa Teresa de Jesús). Iba con ellos, con ánimo de luchar como soldado, el oidor Juan Álvarez. 
El Virrey también pronunció una conmovedora arenga, prometiendo ser el primero en romper su lanza contra el enemigo y finalizando con dramáticas palabras: "Que de Dios es la causa, de Dios es la causa, de Dios es la causa". Vestía el virrey un uncu o camiseta indígena de algodón, que le cubría su armadura y sus insignias; dicen unos que para no ser preferido por los disparos del enemigo y otros que por luchar como el más humilde de sus soldados.

## La batalla

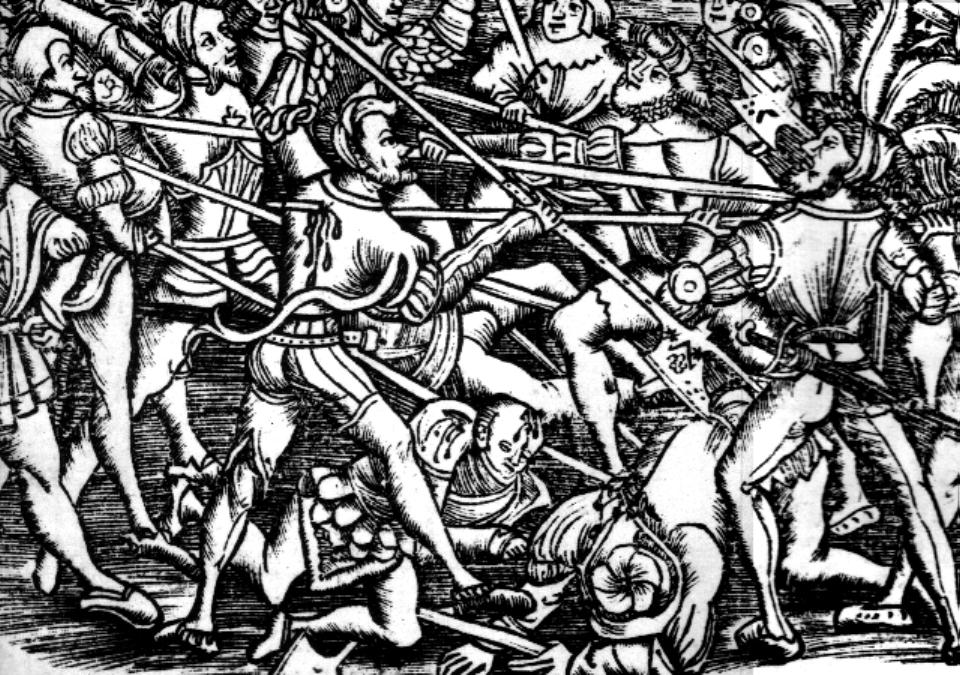
Batalla de Iñaquito y muerte del virrey Blasco Núñez Vela (18 de enero de 1546). Grabado de la “Historia General de las Indias” (1554) de Francisco López de Gómara.

Se inició la batalla con el fuego de la arcabucería realista, que inmediatamente fue respondido por el de los rebeldes. Como lo prometiera, encabezó el virrey a sus jinetes, atacando la posición de Puelles; y fue tal su ímpetu que de un primer lanzazo tumbó a un caballero llamado Alonso de Montalvo. El choque de ambas caballerías, casi iguales en efectivo, fue violento. Pero los arcabuceros gonzalistas vendrían a desequilibrar la lucha, cuando situándose en un flanco de los contrarios empezaron a diezmarlos con acertada puntería. El combate entre los infantes favorecía también a los gonzalistas, muy superiores en número. Benalcázar fue herido por varios disparos, a la vez que eran muertos Juan de Guevara y Sánchez Dávila. 
Muertos sus jefes, la infantería realista se desmoronó. A todo esto, la ya vencedora caballería rebelde arrollaba sin compasión, en tanto que los arcabuceros no cesaban de disparar. El virrey, que valientemente se batiera por el flanco izquierdo, fue finalmente alcanzado por un hachazo que le asestó Hernando de Torres (un vecino de Arequipa), recibiendo herida mortal en la cabeza. Al principio no lo identificaron por llevar el uncu indígena encima de su armadura, pero poco después un soldado lo reconoció y la noticia llegó al licenciado Benito Suárez de Carbajal, cuyo hermano Illán había sido muerto en Lima por el virrey. El licenciado se dirigió entonces para matarlo con sus propias manos y vengar así a su hermano, pero se lo impidió Pedro de Puelles, diciéndole que era una gran bajeza matar a un hombre ya caído. Entonces Benito Suárez mandó a un negro esclavo suyo que degollase allí mismo al Virrey, lo que aquel cumplió con un solo golpe impecable de sable. La cabeza fue clavada y alzada en una pica para que la vieran todos. No contento con ello, Benito Suárez hizo que le cortaran la barba y el bigote, poniéndolos en su sombrero a guisa de adorno o emblema; otros le imitaron, como un tal Juan de la Torre (llamado “el madrileño” para distinguirlo de su homónimo, el de los Trece de la Fama).
La muerte del Virrey terminó por desmoralizar a los últimos infantes realistas que aún resistían, los cuales fueron encerrados y aniquilados. Sólo unos cuantos pudieron escapar, perseguidos por los jinetes pizarristas, persecución que no se prolongó pues sobrevino la noche y Gonzalo hizo tocar las trompetas, reuniendo  su gente y poniendo así fin a la lucha.
Del bando del Virrey murieron unos trescientos, mientras que los rebeldes lamentaron escasísimas bajas: apenas siete. Pizarro no se ensañó con sus prisioneros; Hernández Girón y Benalcázar, heridos en la lucha, obtuvieron honorable perdón. Apenas unos cuantos de los más recalcitrantes antigonzalistas fueron ahorcados o desterrados a Chile. Fue suerte para los realistas que allí no estuviese el cruel Francisco de Carvajal, pues entonces ninguno hubiese escapado de la muerte. 
La cabeza cortada del Virrey fue arrastrada por el suelo hasta Quito en donde se le puso en la picota. Merced a la solicitud de influyentes vecinos, el cuerpo y la cabeza del malogrado virrey fueron reunidos y hallaron sepultura digna en la catedral de Quito, para posteriormente ser trasladados a su tierra, Ávila, en España. Terminó así la vida del primer virrey del Perú.